# Mesing
Mesing er en lille by nord for Skanderborg. Byen hører under Mesing Sogn, Skanderborg Kommune og har 200 indbyggere  (2024).
I den nordlige ende af byen findes Mesing Kirke.